# Castelló d’Empúries

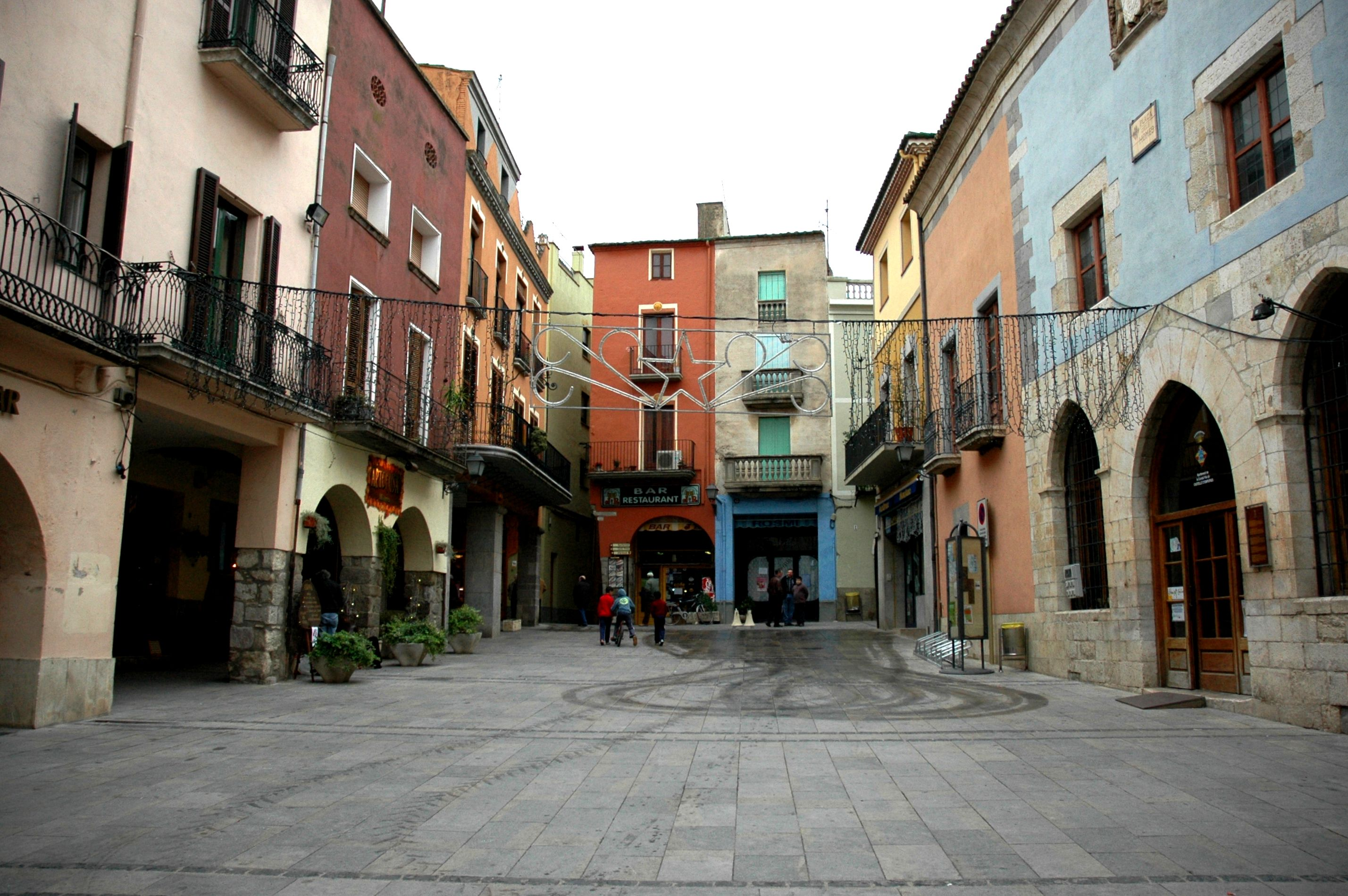
Die Plaça dels Homes

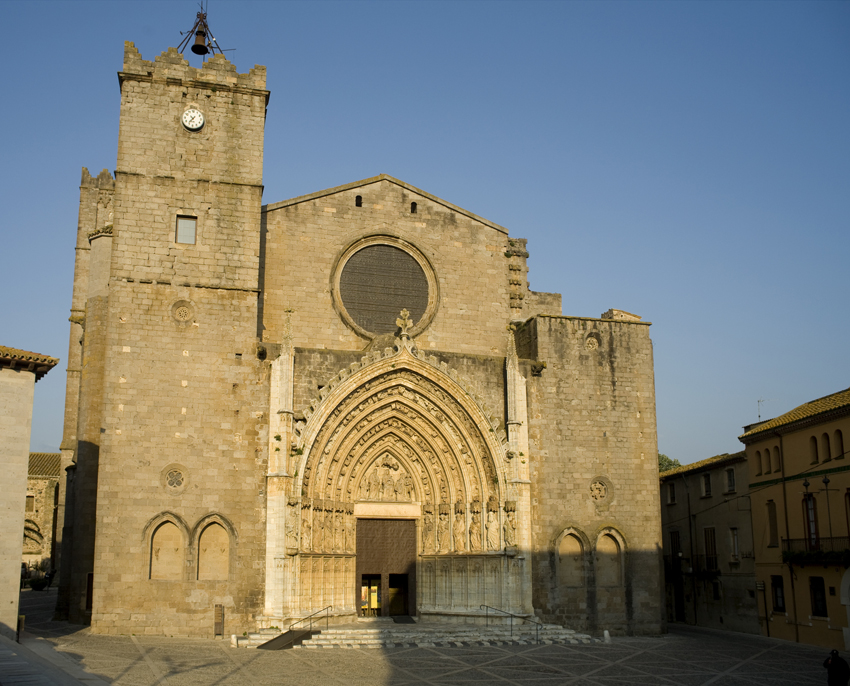
Basilika Santa Maria

Castelló d’Empúries ist ein mittelalterliches Städtchen in der katalanischen Provinz Girona. Es liegt etwa 140 Kilometer nördlich von Barcelona am Golf von Roses und ist die ehemalige Hauptstadt der Grafschaft Empúries.

## Teilorte
Die Kommune besteht aus zwei Teilorten:
- Castelló d’Empúries, die „Altstadt“, mit zirka 4000 Einwohnern
- Empuriabrava der 1960 gegründete Ferienort direkt am Strand (ursprünglich Ampuriabrava genannt). Diese Urbanisation ist durchzogen von 30 km Kanälen, mit zirka 7650 Einwohnern.

## Politik
Der Gemeinderat hat 17 Sitze. Die Gemeinderatswahlen von 2011 brachten folgendes Ergebnis:
| Partei                                          | Stimmanteil | Sitze |
| ----------------------------------------------- | ----------- | ----- |
| Convergència i Unió (CiU)                       | 36,18 %     | 7     |
| UDEM                                            | 15,40 %     | 3     |
| Esquerra Republicana de Catalunya (ERC)         | 12,83 %     | 2     |
| Partit dels Socialistes de Catalunya (PSC-PSOE) | 12,20 %     | 2     |
| Partido Popular (PP)                            | 9,19 %      | 1     |
| SI                                              | 5,91 %      | 1     |
| ECE                                             | 5,68 &      | 1     |

### Veranstaltungen
Überregionale Bedeutung genießt das mehrtägige mittelalterliche Festival Terra de Trobadors, das insbesondere an die alten Zeiten erinnern soll, als Castelló d’Empúries noch Hauptstadt der Grafschaft Empúries war.

### Gemeindewappen
Das Wappen besteht aus einem auf der Spitze stehenden quadratischen Wappenschild und einer darüber schwebenden Krone, die an die ehemalige Grafschaft Empúries erinnern soll. Der Wappenschild zeigt vor einem in den katalanischen Farben gestreiften Hintergrund die namensgebende Burg.

### Städtepartnerschaften
- Ettenheim (Deutschland).
- Elne im Département Pyrénées-Orientales, (Frankreich) seit 10. August 1990

## Sehenswürdigkeiten
Das Wahrzeichen des Ortes ist die Basílika Santa Maria, eine gotische Kirche, die im 14. und 15. Jahrhundert erbaut wurde. Sie ist auch bekannt unter dem Namen „Catedral de l’Empordà“ oder auch „Catedral de Castelló d’Empúries“, obwohl sie nie den Status einer Kathedrale hatte.